# Група DRUM
„DRUM“ са българска група, която изпълнява електронна музика, и е част от артистите, поставящи началото на този тип музика в България.

## История
Групата е основана в София от Явор Стойков – Явката и Димитър Угринов – Тутин. Тутин се присъединява по време на записите на първия албум. Музиката е повлияна от стилове като техно, рейв, електропънк, дръм енд бейс, трип хоп.
През 1995 г. групата издава първия си албум, озаглавен „Compatibility“.
През 1997 г. Явор Стойков – Явката и Стоян Христов – Стойо се запознават и решават да експериментират с добавяне на китарите на Стойо към електронния звук на групата. Това придава индъстриъл звучене и прави стила на композициите запомнящ се. През 1998 г. Стойо се присъединява към постоянния състав на групата.
Вторият албум на групата „3 Bits Of Our Mind“ е издаден през пролетта на 1998 г. Албумът е представен пред музикалната аудитория и журналисти в НДК. Групата гостува на множество музикални предавания. Част от тях са: Радио „Експрес“, предаване „Аз, Клавдий“ с водеща Ани Романова, програма „Хоризонт“ на БНР, предаване „Пулсиращи ноти“ с водещ Тома Спространов, програма „Хоризонт“ на БНР, предаване „Музикална борса“, водещ Ивайло Крайчовски, Радио „Тангра“, предаване „Без име“, водещ Росен Пашов, Радио „Дарик“ и др.
Популярността на групата расте и следват участия в различни фестивали на територията на страната. През есента на 1998 г. „DRUM“ са поканени като част от артистите на фестивала „Decadance“ с хедлайнер „Stakka Bo“.
Към втория албум има заснет видеоклип на песента „Kick Your Legs“, режисиран от Магърдич Халваджиян. Клипът е излъчван многократно в българския музикален ефир по БНТ в предаването „Какафония“ и музикалната телевизия „ММ“.

## Дискография
| Година | Албум                | Вид | Издател         | Каталожен номер |
| ------ | -------------------- | --- | --------------- | --------------- |
| 1996   | „Compatibility“      | MC  | Ара Аудио-видео | ARA MC 120      |
| 1998   | „3 Bits Of Our Mind“ | MC  | Ара Аудио-видео | ARA MC 158      |